# Stereopsis straminea
Stereopsis straminea är en svampart som beskrevs av Ryvarden 1975. Stereopsis straminea ingår i släktet Stereopsis och familjen Meruliaceae.   Inga underarter finns listade i Catalogue of Life.